# چوب‌خراش

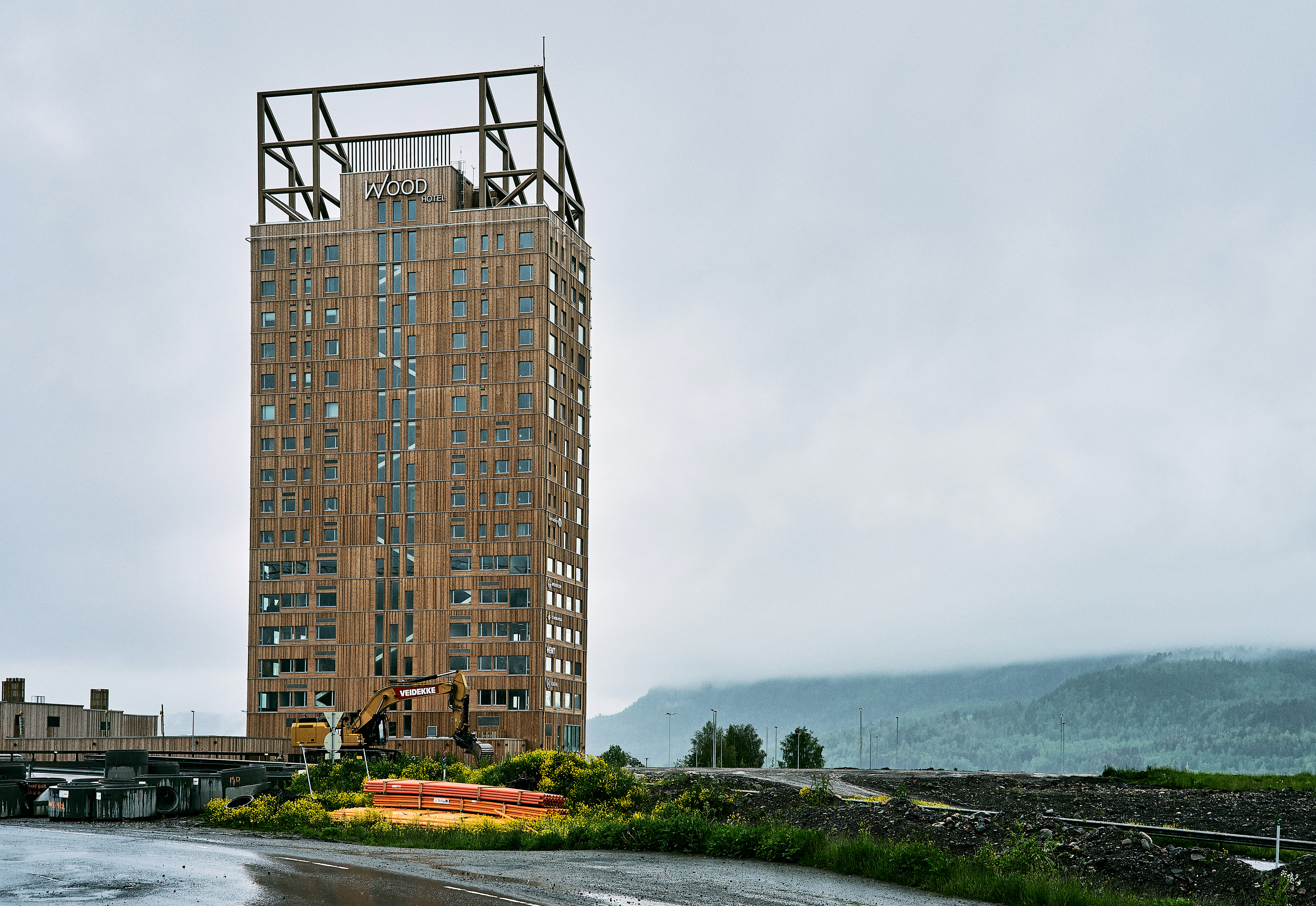
آسمان‌خراش دریاچه میوسا در بروموندال، نروژ با الوار متقاطع چندلایه (CLT) ساخته شده‌است.

چوب‌خراش (انگلیسی: Plyscraper) یا آسمان‌خراش چوبی آسمان‌خراشی است که (حداقل تا حدی) از چوب ساخته شده‌است. این سازه‌ها ممکن است به‌طور خلاصه به عنوان ساختمان‌های چوبی انبوه شناخته شوند. چوب‌خراش در زبان انگلیسی از ترکیب کلمه‌های "Plywood" به معنی تخته لایه و "Skyscraper" به معنی آسمان‌خراش ایجاد شده‌است.

## مصالح مورد استفاده
استفاده از الوار متقاطع چندلایه (CLT)، که نوعی چوب صنعتی است، مقاومت بالایی در برابر آتش از خود نشان می‌دهد، زیرا CLT زمانی که در معرض آتش قرار می‌گیرد، یک لایه زغال سطحی تشکیل می‌دهد که از داخل آن در برابر آسیب آتش محافظت می‌کند.از آنجایی که این سازه‌ها از چوب ساخته شده‌اند در طول ساخت و ساز همانند مخزن کربن عمل کرده و از انتشار کربن جلوگیری می‌کنند، همچنین اگر از الواری که دوباره کاشته شده ساخته شوند، پایدار هستند.
چوب‌خراش‌ها ممکن است علاوه بر استفاده از چوب (اغلب الوار چند لایه) از بتن نیز استفاده کنند. به این سازه‌ها چوب‌خراش «هیبرید» یا دورگه می‌گویند. به عنوان مثال می‌توان از بتن برای ساخت ستون‌ها استفاده کرد. به عنوان جایگزینی برای ستون‌های بتنی، گاهی اوقات از «گلولام» نیز استفاده می‌شود. با این نوع چوب چند لایه، تخته‌ها به صورت متقاطع چسبانده نمی‌شوند، بلکه در حالی که در یک جهت هستند، چسبانده می‌شوند.

## بلندترین چوب‌خراش‌ها
تا سال ۲۰۱۷، بلندترین ساختمان قابل سکونت ساخته شده از چوب، خوابگاه دانشجویی براک کامانز ۵۳ متری (۱۷۴ فوت) در محوطه دانشگاه بریتیش کلمبیا در نزدیکی ونکوور، کانادا بود. در سال ۲۰۱۹ برج میوسا در بروموندال نروژ تکمیل شد و با ۸۵٫۴ متر (۲۸۰ فوت) عنوان بلندترین ساختمان چوبی را به خود اختصاص داد. چندین طرح پیشنهادی برای ساختمان‌های چوبی بلندتر ارائه شده‌است، از جمله یک برج ۳۵۰ متری (۱۱۵۰ فوت) در توکیو.
اگرچه ساختمان‌های بسیار مرتفع را می‌توان با استفاده از الوار متقاطع چندلایه و یا مواد دیگر ساخت، اما ساختمان‌های مرتفع با تکنیک‌های فعلی دارای اشکالاتی هستند. به عنوان مثال: دیوارها و ستون‌ها آنقدر ضخیم می‌شوند که اندازه فضای داخلی قابل استفاده به شدت کاهش می‌یابد. این مسئله در  ساختمان‌های کوتاه‌تر رخ نمی‌دهد.